# Задорожный, Константин Алексеевич
Константин Алексеевич Задорожный (20 мая 1897—1 февраля 1964) — государственный деятель, генерал-майор инженерно-танковой службы (09.07.1945).

## Биография
Родился 20 мая 1897 г. в г. Артемовске Донецкой области.
Участник Гражданской войны, демобилизован из армии в 1922 г.
- С 1937 по 1941 г. директор Новокраматорского завода тяжёлого машиностроения.

- С ноября 1941 г. до сентября 1942 г. директор Сталинградского тракторного завода.
- С августа 1942 года — член оперативной группы Сталинградского городского Комитета Обороны по Тракторозаводскому району г. Сталинграда.
- В 1942—1945 гг. директор Танкового завода № 174 в Омске.
- В сентябре-ноябре 1945 г. член репарационной комиссии на переговорах с Японией.
- С 1946 г. зам. наркома путей сообщения. Постановлением Совета Министров СССР от 01.07.1948 г. утвержден заместителем Министра путей сообщения по паровозо-вагоноремонтным и машиностроительным заводам.

Умер в Москве 1 февраля 1964 года. Похоронен на Пятницком кладбище.

## Награды
- 2 ордена Ленина
- 2 ордена Трудового Красного Знамени
- орден Отечественной войны 1 степени
- орден «Знак Почета»